# Единадесета учебна авиобаза
Единадесета учебна авиобаза (11-а УАБ) в с. Щръклево е бивше военно формирование на Военновъздушните сили на Българската армия.

## История
Формированието води своята история от 1967 г., когато е сформиран първи учебен авиополк, базиран в Щръклево. Авиобазата е създадена през 1994 г. на основата на учебния авиополк и осигуряващите го тилови и свързочни поделения от състава на Висше народно военновъздушно училище „Георги Бенковски“, Долна Митрополия. Базата прекратява самостоятелното си съществуване на 1 септември 1998 г. след като е преобразувана в 11-а авиотехническа база и Учебен център за новобранци. От есента на 1999 г. е включена в състава на корпус Тактическа авиация, но през юни 1999 г. е окончателно закрита.

### 1-ви учебен авиополк
Сформиран е на летище Долна Митрополия, с личен състав и авиационна техника от 2-ри учебно-боен полк, на 13 октомври 1967 г. на министъра на народната отбрана със Заповед № 002185/1967 г. В структурата на полка са включени 3 авиоескадрили, въоръжени със самолет L-29. Месец по-късно щабът, 1-ва и 2-ра ескадрили се пребазират на летище Щръклево край Русе. Наземният ешелон се пребазира на 27 ноември 1967 г., а летателният – на 3 декември 1967 г. Първият летателен ден на новото летище е изпълнен само 2 дни по-късно.
През 1969 г. към авиополка се сформира нова учебна ескадрила – 4-та, базирана на летище Долна Митрополия. През 1971 г. 3-та и 4-та ескадрили излизат от състава на полка, на тяхна основа се създава 3-ти учебен авиационен полк, базиран на летище Долна Митрополия. С министерска заповед от 1978 година на полка е присвоен военно-пощенски номер 28700.
Численият мирновременен състав на полка се състои от 145 офицери, 70 сержанти и 28 войници. От създаването му до 1991 г. авиополкът е въоръжен със самолети L-29. На 15 февруари 1991 г. 1-ва ескадрила е превъоръжена с 16 учебно-бойни самолета L-39ZA, пребазирани от летище Каменец. След 2 години, през есента на 1993 г., самолетите отново са сдадени на авиополка в Каменец и 1-ва ескадрила приема пак учебните L-29.

### 11-а авиотехническа база
От 12 септември 1994 година 1-ви учебен авиационен полк е реорганизиран в 11-а учебна авиационна база към състава на ВВВУ ”Г. Бенковски”.
Сформирани са 6 ескадрили: 1-ва и 2-ра учебни авиационни ескадрили; 3-та ескадрила за оперативна подготовка на авиационната техника; 4-та ескадрила за периодично обслужване и войскови ремонт; 5-а ескадрила за летищно-техническо и битово обслужване, 6-а ескадрила за свързочно , радио и светотехническо обслужване.
От есента на 1998 г. авиобазата прекратява активното си съществуване. Създават се 11-а авиотехническа база (АТБ) и Учебен център за новобранци. От 1 септември 1999 г. 11-а АТБ е преподчинена на Корпус транспортна авиация в Пловдив, като на нейна основа са създадени 11-а авиационна техническа база и Учебен център за подготовка на новобранци (УЦПН), което поделение е под номер 46240 и е към 11-а Авиобаза.
Авиотехническата база е закрита през юни 1999 година, докато Учебния център за подготовка на новобранци е закрит през 2003 г.

### Командири на базата по години:[2]
- полковник Николай Кирилов Иванов – от 1967 до 1974 година
- подполковник Благой Щилянов – от 1974 до 1977 година
- подполковник Ангел Петров Митев – от 1977 до 1980 година
- подполковник Стефан Йоцев Димитров – от 1980 до 1984 година
- подполковник Иван Колев Иванов – от 1984 до 1988 година
- подполковник Стоил Методиев Духалов – от 1988 до 1990 година
- полковник Петко Петров Ковачев – от 1990 до 1998 година (до 1994 г. е командир на първи учебен авиополк – поделение 28700)
- подполковник Пламен Стоянов Рангелов – 1 септември 1998 до есента на 2001 година, е командир на АТБ – Щръклево
- полковник Владислав Любенов Савев – Началник на Учебен център за подготовка на новобранци към ВВС-1 септември 1998 година, приемник на закритата АТБ, до 29 май 2003 година когато се закрива и тази структура от Авиобаза Щръклево.